# Berkhout
Pour l’article ayant un titre homophone, voir Berkout.
Berkhout est un village néerlandais situé dans la commune de Koggenland, dans la province de la Hollande-Septentrionale. Le 1er janvier 2004, le village comptait 1 770 habitants.

## Histoire
Berkhout a été une commune indépendante jusqu'au 1er janvier 1979. À cette date, Berkhout fusionne avec Avenhorn, Oudendijk et Ursem pour former la commune de Wester-Koggenland.